# Ivan Rob
Ivan Rob, slovenski pesnik, pisatelj, prevajalec in satirik, * 17. avgust 1908, Trst, † 12. februar 1943, Velika Ligojna pri Vrhniki.

## Življenje
Njegova starša sta bila doma iz Kreda na Kobariškem. Oče Andrej in mati Karolina (rojena Mišič) sta se spoznala v Trstu, kjer je oče po odsluženem vojaškem roku postal ladijski čuvaj, mati pa je bila šivilja. Nekaj let pred prvo svetovno vojno se je oče upokojil in družina se je preselila v Šempeter pri Gorici, kjer je Ivan leta 1914 dočakal vstop v osnovno šolo in obenem tudi začetek prve svetovne vojne. Zaradi bojev na soški fronti so tudi Robovi odšli v begunstvo in se leta 1915 zatekli na Gorenjsko. Ustavili so se v Primskovem, kjer je nadaljeval osnovno šolanje, leta 1919 pa je začel obiskovati kranjsko gimnazijo. Naslednje leto se je družina vrnila na Primorsko, v Šempeter, a ker je bilo mesto skoraj popolnoma porušeno, hiša pa požgana, so se morali zateči k Ivanovi teti v Kred, kjer so njegovi starši preživeli polna tri leta, on pa je nadaljeval s šolanjem na klasični gimnaziji v Ljubljani, ki jo je končal leta 1926.
Ves čas gimnazijskega šolanja je bival v dijaškem domu – internatu duhovnikov lazaristov, kjer je imel brezplačno bivanje in hrano, saj bi mu starši zaradi revščine le stežka plačevali šolanje. V Kred se je vračal le poleti. Počitniški meseci so se mu vtisnili globoko v spomin, saj jih je Nini (tako so ga imenovali domači) rad podoživljal v svojem literarnem ustvarjanju.
Po končani gimnaziji se je, glede na slabo finančno stanje, odločil za novince pri lazaristih, a tam ni zdržal dolgo. Vpisal se je na ljubljansko slavistiko in prvo leto še vedno bival v katoliškem akademskem domu, a ga je življenje v akademskih krogih in odkrivanje novih in drugačnih pogledov na svet vedno bolj oddaljevalo od katoliške tradicije, v kateri je rasel. Od takrat je študentska leta preživljal dokaj bohemsko, živel je kot najemnik v zasebnih stanovanjih, denarja mu je vedno primanjkovalo. Preživljal se je namreč samo z objavljanjem člankov v tedanjih časopisih, kar ni zadostovalo za kritje vseh življenjskih stroškov. Najugodnejše razmere za življenje je imel pri družini Franca Terseglava, urednika Slovenca, kjer se je končno lahko zbral ter se bolj posvetil študiju, saj mu v petih letih na akademiji ni uspelo opraviti še nobenega izpita. Pri Terseglavovih se je sprva počutil popolnoma sprejetega, odgovarjali so mu tudi idejno, ker so bili odprti za kulturne novosti, vendar idila ni trajala dolgo, zato se je leta 1937 odločil, da spet odide na svoje. 
Leta 1940 je za približno pol leta odšel v Maribor in tam sodeloval pri časopisu Toti list, a se je že naslednje leto vrnil v Ljubljano, saj je bil Maribor okupiran. Najprej se je zatekel k Terseglavovim, kmalu pa je odšel v kočo pri Iškem Vintgarju in tam skupaj z nekaterimi slovenskimi kulturniki doživljal svojo zadnjo počitniško idilo. Še isto poletje so italijanski okupatorji aretirali vse letoviščarje in jih kot ujetnike odpeljali v ljubljansko taborišče, kjer je ostal do 8. februarja 1942, nato pa odšel na dolenjsko svobodno ozemlje. 
Proti koncu leta 1942 je vstopil v NOB, kjer je sodeloval kot kulturni animator. Januarja 1943 so ga s skupino partizanov  v Zloganju nad Škocijanom zajeli Italijani, ga zasliševali najprej v Novem mestu, a so ga kmalu premestili v belgijsko vojašnico v Ljubljano, uvrstili med talce ter ga 12. februarja v Veliki Ligojni pri Vrhniki ustrelili.

## Delo
Pesniti in pisateljevati je začel že v gimnaziji, a se njegove lirske pesmi iz tega časa niso ohranile. V šolskem letu 1926/1927 je izdal eno številko humoristično-satiričnega lista Ščipalec, vendar številka ni ohranjena.
Bil je precej iskan sodelavec različnih revij. Javno se je oglasil najprej v dijaškem Mentorju, s svojimi parodijami je od leta 1936 do 1938 redno sodeloval v Družinskem tedniku. Njegovi prispevki so bili objavljeni tudi v akademskem listu 1551, od leta 1939 do 1940 pa v ponedeljkovem Jutru. Leta 1940 mu je Božo Podkrajšek, urednik mariborskega Totega lista, ponudil delovno mesto sourednika v omenjenem časopisu. Ponudbo je sprejel in približno pol leta sodeloval pri Totem listu, potem pa ga je okupacija Maribora pregnala v Ljubljano.
Njegovo najzrelejše delo je ljubezenska povest v verzih Deseti brat. Omenjena parodija Jurčičevega romana je najprej izhajala v nadaljevanjih  v Družinskem tedniku (1937–1938), kasneje pa jo je zaradi izrednega uspeha strnil v knjižno obliko in dodal še nekaj svojih humoristično-satiričnih pesmi. Knjižna izdaja njegovega Desetega brata je leta 1938 izšla pri samozaložbi Kolman in takoj dosegla velik uspeh, saj je bila kmalu razprodana. Do naslednje izdaje, ki je sicer edina njegova knjiga, je prišlo šele leta 1965, ko je Viktor Smolej pripravil Robovo Izbrano delo. 
Proti koncu leta 1942 je z vstopom v NOB postal kulturni animator in član improviziranega gledališča – Agitteater, katerega namen je bil dvigniti moralno vzdušje partizanov. V Cankarjevi brigadi je sestavljal radijska poročila in izdajal humoristični list Bobnar. 
Bil je tudi prevajelec – prevajal je pesmi iz litvanščine in romunščine ter za oder prevedel Goldonijevega Lažnivca.

## Poimenovanja
- Ulica Ivana Roba: Ljubljana, Novo mesto
- Trg Ivana Roba: Šempeter pri Gorici
- Osnovna šola Ivana Roba: Šempeter pri Gorici